# Ragnarök (serie de televisión)
Ragnarök es una serie de televisión noruega de suspenso y ciencia ficción creada por Adam Price y emitida por Netflix. Situada en el pueblo ficticio de Edda (Noruega), Ragnarök enlaza los tópicos del cambio climático y contaminación industrial con la mitología nórdica. Un adolescente con los poderes de Thor comienza la lucha contra una familia de gigantes, convertidos en empresarios poderosos, que están destruyendo al planeta.
Ragnarök es la tercera serie original de Netflix en idioma noruego, debutando en el servicio de streaming Netflix el 31 de enero de 2020. La primera temporada recibió reseñas en su mayoría positivas por parte de los críticos, que hicieron comparaciones iniciales con Crepúsculo. La segunda temporada se estrenó el 27 de mayo de 2021.
En noviembre de 2021, Herman Tømmeraas, quien interpreta a Fjor, confirmó que la serie regresará para una tercera y última temporada que se estrenará el 24 de agosto de 2023.

## Premisa
El pueblo ficticio de Edda sufre las consecuencias del cambio climático y la contaminación industrial debido a las actividades de las fábricas de Industrias Jotul, empresa que está liderada por una familia de gigantes. Magne, un adolescente que al mudarse al pueblo descubre que tiene los poderes de Thor, tiene que enfrentarse a ellos.

## Elenco y personajes
- David Alexander Sjøholt como Magne. El protagonista de la serie, hermano mayor de Laurits. Es el elegido.
- Ylva Bjørkaas Thedin como Isolde, amiga de Magne y activista ecológica.
- Jonas Strand Gravli como Laurits, hermano de Magne. Rápidamente forma una buena amistad con los jóvenes Jotul.
- Theresa Frostad Eggesbø como Saxa, hija de los Jotul. Defensora total de su familia.
- Herman Tømmeraas como Fjor, hijo de los Jotul.
- Emma Bones como Gry, amiga de Magne. Interés romántico también de nuestro protagonista.
- Bjørn Sundquist como Wotan.
- Gísli Örn Garðarsson como Vidar, presidente de Jotul Industries, esposo de Ran y padre de Saxa y Fjor.
- Henriette Steenstrup como Turid, madre de Magne y Laurits.
- Odd-Magnus Williamson como Erik, padre de Isolde y profesor de historia.
- Synnøve Macody Lund como Ran, directora de la escuela, esposa de Vidar y madre de Saxa y Fjor.

## Episodios
| Temporada | Temporada | Episodios | Episodios | Lanzamiento original  | Lanzamiento original  |
| --------- | --------- | --------- | --------- | --------------------- | --------------------- |
|           | 1         | 6         | 6         | 31 de enero de 2020   | 31 de enero de 2020   |
|           | 2         | 6         | 6         | 27 de mayo de 2021    | 27 de mayo de 2021    |
|           | 3         | 6         | 6         | 20 de octubre de 2024 | 20 de octubre de 2024 |

### Temporada 1 (2020)
| N.º en serie | N.º en temp. | Título                                              | Dirigido por    | Escrito por                            | Fecha de lanzamiento original |
| ------------ | ------------ | --------------------------------------------------- | --------------- | -------------------------------------- | ----------------------------- |
| 1            | 1            | «Ny gutt» «El chico nuevo»                          | Mogens Hagedorn | Adam Price                             | 31 de enero de 2020           |
| 2            | 2            | «541 meter» «541 metros»                            | Mogens Hagedorn | Simen Alsvik                           | 31 de enero de 2020           |
| 3            | 3            | «Jutulheim» «Jötunheim»                             | Mogens Hagedorn | Marietta von Hausswolff von Baumgarten | 31 de enero de 2020           |
| 4            | 4            | «Ginnungagap»                                       | Jannik Johansen | Christian Gamst Miller-Harris          | 31 de enero de 2020           |
| 5            | 5            | «Atomnummer 48» «Número atómico 48»                 | Jannik Johansen | Christian Gamst Miller-Harris          | 31 de enero de 2020           |
| 6            | 6            | «Ja, vi elsker dette landet» «Sí, amamos este país» | Jannik Johansen | Jacob Katz Hansen                      | 31 de enero de 2020           |

### Temporada 2 (2021)
| N.º en serie | N.º en temp. | Título                                                                      | Dirigido por        | Escrito por                     | Fecha de lanzamiento original |
| ------------ | ------------ | --------------------------------------------------------------------------- | ------------------- | ------------------------------- | ----------------------------- |
| 7            | 1            | «Brothers in Arms» «Compañeros de armas»                                    | Mogens Hagedorn     | Adam Price & Emilie Lebech Kaae | 27 de mayo de 2021            |
| 8            | 2            | «Hva skjedde med den snille, gamle damen?» «¿Qué pasó con la dulce señora?» | Mogens Hagedorn     | Adam Price & Emilie Lebech Kaae | 27 de mayo de 2021            |
| 9            | 3            | «Power to the People» «La voz del pueblo»                                   | Mogens Hagedorn     | Adam Price & Emilie Lebech Kaae | 27 de mayo de 2021            |
| 10           | 4            | «Gud er Gud, om alle mann var døde» «Dios y la muerte»                      | Mogens Hagedorn     | Adam Price & Emilie Lebech Kaae | 27 de mayo de 2021            |
| 11           | 5            | «Kjenn deg selv» «Conócete a ti mismo»                                      | Mads Kamp Thulstrup | Adam Price & Emilie Lebech Kaae | 27 de mayo de 2021            |
| 12           | 6            | «All You Need Is Love» «Lo único que importa es el amor»                    | Mads Kamp Thulstrup | Adam Price & Emilie Lebech Kaae | 27 de mayo de 2021            |

## Recepción
Wired dijo que Ragnarök era una «ficción del cambio climático» «angustiosa, excéntrica» y la comparó con Crepúsculo. The A.V. Club también la comparó con Crepúsculo.